# François Besson (Politiker)
François Besson (* 14. März 1859 in Meyrin, Schweiz; † 10. Juli 1927 ebenda) war ein Schweizer Lehrer, Landwirt und freisinniger Politiker.

## Leben

### Familie
François Besson war der Sohn des Landwirts Claude Aimé Besson und dessen Ehefrau Josephte (geb. Blandin).
Er war mit Marie-Louise, der Tochter von Jean-Alphonse Caillat, Landwirt und Gemeindepräsident von Meyrin, in erster Ehe verheiratet; gemeinsam hatten sie zwei Kinder.
In zweiter Ehe heiratete er Marie Léontine, die Tochter von Félicien Monard.

### Werdegang
François Besson besuchte das katholische Gymnasium in Ferney-Voltaire im Departement Ain in Frankreich und war anschliessend als Lehrer für Griechisch, Latein und Musik am Privatinstitut von Karl Thudichum in Châtelaine tätig, bevor er aus familiären Gründen Landwirt wurde.
Er war von 1901 bis 1903 Mitglied in der Verwaltungskommission des Genfer Hospice général.
Von 1910 bis 1927 leitete er die staatliche Hypothekarkasse des Kantons Genf, die eine wichtige Rolle in der Landwirtschaft des Kantons spielte.
1921 wurde er Verwaltungsratsmitglied der Societé Anonyme d'Automates pour Téléphones in Genf.

### Politisches und gesellschaftliches Wirken
François Besson war von 1888 bis 1902 Gemeindepräsident von Meyrin und in dieser Zeit von 1892 bis 1902 Genfer Grossrat.
1902 wurde er, als Nachfolger des verstorbenen Georges Favon, in den Staatsrat gewählt und leitete dort von 1902, bis zu seinem Rücktritt 1909, das Departement des Inneren, der Kultusangelegenheiten und der Landwirtschaft; 1906 wurde er für ein Jahr zum Präsidenten des Staatsrats gewählt. Er befasste sich mit der Viehversicherung, mit dem Wiederaufbau der Rebberge und schob durch Gesetzesinitiativen verschiedene Entwässerungsarbeiten an. 1907 unterstützte er das Gesetz zur Trennung von Kirche und Staat.
Vom 7. Dezember 1908 bis zum 1. Januar 1910 war er Nationalrat.
Er wurde 1914 Mitglied der Stiftung Auguste Roth, die den Zweck hatte, gebürtigen Einwohnern von Genf, oder die seit fünf Jahren eingebürgert waren und das 60. Lebensjahr vollendet hatten, und unverschuldet in Not geraten waren, finanziell zu unterstützen.

## Mitgliedschaften
1890 gründete François Besson in Meyrin den Cercle de l’Avenir, dessen Vorsitzender er auch war. Dieser Verein, der für zwanzig Jahre gegründet worden war, hatte das Ziel, den Weinbau und die Landwirtschaft im Allgemeinen zu fördern und zu verbessern, dazu sollten die Wertschätzung für die Produkte des Genfer Weinanbaugebiets verbessert und fabrikmässig hergestellter Wein bekämpft werden.

## Ehrungen und Auszeichnungen
In Meyrin wurde die Avenue François-Besson nach François Besson benannt. 